# チトー (小惑星)
チトー (1550 Tito) は小惑星帯に位置する小惑星。1937年11月29日、ベオグラード生まれの天文学者ミロラド・プロティッチがベオグラードで発見した。
ユーゴスラビアの大統領ヨシップ・ブロズ・チトーに因んで命名されたということになっている。なおチトーが首相になったのは1945年、大統領になったのは1953年である。